# Bundesanstalt für Agrarwirtschaft

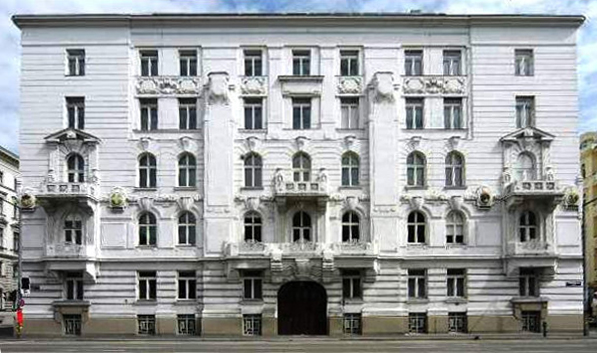
Amtsgebäude Marxergasse 2 in Wien, bis 2019 u. a. Sitz der Bundesanstalt für Agrarwirtschaft

Die Bundesanstalt für Agrarwirtschaft (AWI) war ein von 1960 bis 2019 bestehendes agrarwissenschaftliches Forschungsinstitut des österreichischen Bundesministeriums für Land- und Forstwirtschaft, Umwelt und Wasserwirtschaft mit Sitz im Amtsgebäude Marxergasse 2 in Wien-Landstraße.

## Geschichte
Sie wurde 1960 als „Agrarwirtschaftliches Institut“ gegründet. 1983 wurde sie durch des „Bundesgesetz über die landwirtschaftlichen Bundesanstalten“, gesetzlich verankert und in Bundesanstalt für Agrarwirtschaft umbenannt. Ihr gesetzlich zugewiesener Wirkungsbereich umfasst das Gebiet der Agrarwirtschaft unter mikro- und makroökonomischen Gesichtspunkten.
Im Jänner 2019 wurden die Bundesanstalt für Agrarwirtschaft (AWI), die 1979 als „Bergbauerninstitut“ gegründete Bundesanstalt für Bergbauernfragen (BABF) sowie die Dienststellen des Bundesministerium für Nachhaltigkeit und Tourismus (BMNT) zur Bundesanstalt für Agrarwirtschaft und Bergbauernfragen (BAB) zusammengeführt.

## Gesetzlicher Auftrag
Der gesetzliche Auftrag der AWI lautete:
- Forschung auf dem Gebiet der Agrarwirtschaft Österreichs hinsichtlich Betriebswirtschaft, Markt- und Ernährungswirtschaft, Agrarpolitik, Agrarsoziologie, Regionalforschung und Regionalpolitik, Natur- und Umweltschutz, Agrarstatistik sowie internationaler Wirtschaftsintegration und Weltagrarwirtschaft;
- Analysen (Quantifizierungen und Bewertungen) agrarpolitischer Maßnahmen sowie der volkswirtschaftlichen Stellung des Agrarsektors; Beobachtung des nationalen und internationalen Agrarmarktes und Erstellung von Prognosen über dessen Entwicklung; Analyse der regionalen Agrarstrukturentwicklung sowie der Effizienz der Agrar- und Regionalförderung;
- Führung eines betriebswirtschaftlichen Kompetenzzentrums Österreichs einschließlich Erstellung von Unterlagen für die betriebswirtschaftliche Beratung und Planung; Erstellung von agrar- und regionalökonomischen Modellen;
- Mitwirkung bei der Erstellung des Grünen Berichtes

## Organisationsstruktur
Die AWI gliederte sich in die Direktion und eine Anzahl von Abteilungen. Die Aufgabe der Direktion war die Leitung sowie die Erstellung, Koordination und Kontrolle des Arbeits- und Forschungsprogramms der Bundesanstalt. Sie war Herausgeber von Veröffentlichungen und wirkte bei Kooperationen wissenschaftlicher Institutionen des In- und Auslandes mit und vertrat die Bundesanstalt bei nationalen und internationalen Behörden, Organisationen und Institutionen.

### Leitung
- 1960–1966: Otto Dornik
- 1967–1995: Hans Alfons
- 1995–2012: Hubert Pfingstner
- 2013–2014: Klaus Wagner (interimistisch)
- 2014–2019: Thomas Resl

Thomas Resl leitete die Bundesanstalt für Agrarwirtschaft vom 2. Mai 2014 bis zu ihrer Auflösung im Jänner 2019 und anschließend die Bundesanstalt für Agrarwirtschaft und Bergbauernfragen.

### Abteilungen
Die Aufgabenbereiche der AWI gliederten sich unter anderem in folgende Abteilungen:
- Die Abteilung Bibliothek und Dokumentation war zuständig für die Führung der agrarökonomischen Bibliothek der Bundesanstalt für Agrarwirtschaft. Sie ist eine öffentlich zugängliche, wissenschaftliche Spezialbibliothek für den Bereich Agrarwirtschaft und ist kümmert sich um die Einbindung in nationale Bibliotheksverbünde und Informationssysteme und verwaltet Fachliteratur und aktuelle Forschungsergebnisse im EDV-Bibliothekskatalog OPAC.
- Die Abteilung für Methodik, Datenaufbereitung und Modelle beriet institutsintern mathematisch-methodisch, ist zuständig für die Evaluierung der Methoden und führt angewandte mathematisch-ökonomische Untersuchungen durch. Für Agrarforschung und Beratung wurden Unterlagen, Onlineanwendungen und ein umfangreiches Angebot an Daten bereitgestellt.
- Die Abteilung Betriebswirtschaft erstellte Unterlagen für die betriebswirtschaftliche Beratung und Planung sowie das Management landwirtschaftlicher Betriebe. Es erstellte Wirtschaftlichkeitsberechnungen landwirtschaftlicher Betriebe und führt Betriebsklassifizierung durch. Es analysierte und evaluierte agrarpolitischer Maßnahmen unter mikroökonomischen Augenmerken.
- Die Abteilung Markt- und Ernährungswirtschaft analysierte die Agrarmärkte und den Agraraußenhandel und gab Prognosen für den Rinder- und Schweinemarkt ab. Es evaluierte und erstellte Branchenanalysen des agrarischen Verarbeitungs- und Vermarktungsbereiches.
- Die Abteilung für Agrarpolitik, Landsoziologie und Regionalforschung erstellte Agrar-, Regional- und Sozialstrukturanalysen, sowie Modelle zur Multifunktionalität und integrale Entwicklung des ländlichen Raumes. Sie evaluierte agrarpolitischer Maßnahmen und gibt Politikfolgenabschätzung und bestimmte die Nachhaltigkeit von Ernährungssystemen.

## Forschung und öffentliche Dienstleistungen
Forschung wurde in den Bereichen Betriebswirtschaft, Markt- und Ernährungswirtschaft, Agrarpolitik, Agrarsoziologie, Regionalplanung, Natur- und Umweltschutz, Agrarstatistik und Weltagrarwirtschaft betrieben.